# دوغلاس بورجوازي
دوغلاس بورجوازي (بالإنجليزية: Douglas Bourgeois)‏ هو رسام أمريكي، ولد في 1951.